# Ploschwitz
Ploschwitz ist ein Ortsteil der Gemeinde Müglitztal im Landkreis Sächsische Schweiz-Osterzgebirge, Sachsen.

## Geographie
Ploschwitz liegt im äußersten Norden der Gemeinde Müglitztal. Es befindet sich auf einer Hochfläche orografisch links und 80 Höhenmeter über dem Tal der Müglitz südöstlich von Dresden. Im Osten reicht die Gemarkung bis zum Beginn des Steilabfalls ins Müglitztal, im Nordwesten verläuft die Flurgrenze entlang des Spargrundbachs. Dort liegt auch ein bewaldeter Steilhang, der als Naturschutzgebiet „Spargründe bei Dohna“ unter Schutz steht. Ploschwitz ist ein Bauernweiler. Die Blockflur um den Ort hatte 1842 eine Fläche von etwa 89 Hektar.
Einziger benachbarter Müglitztaler Ortsteil ist Falkenhain im Süden. Im Westen, Norden und Osten grenzen seine Fluren an das Stadtgebiet von Dohna an. Die Burg Dohna liegt einen reichlichen Kilometer nördlich. Die Dohnaer Ortsteile Sürßen und Köttewitz sind die nächstgelegenen Orte in nordwestlicher bzw. östlicher Richtung.
Durch Ploschwitz verläuft die Straße von Dohna über Falkenhain, Crotta und Schmorsdorf nach Maxen. Im nahen Falkenhain befindet sich eine Haltestelle der Buslinie 202 des Reisedienstes Dreßler. Sie ist der einzige ÖPNV-Anschluss in der Nähe und stellt die Verbindung nach Heidenau und Mühlbach her.

## Geschichte

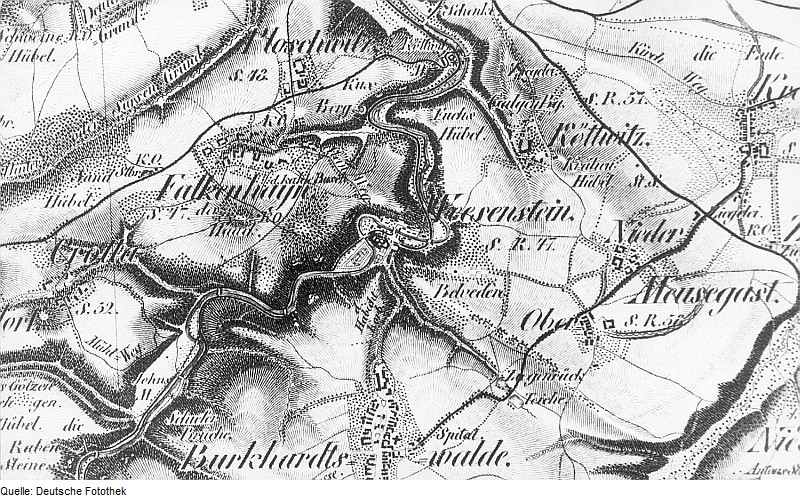
Ploschwitz auf einer Karte aus dem 19. Jahrhundert

Erstmals urkundlich erwähnt wurde der Ort 1347/49 als „Ploskewicz“. Danach waren mehrere unterschiedliche Schreibweisen in Gebrauch, darunter „Pluschkewicz“, „Ploschkewitz“, „Plieschwiczs“, „Pulßwicz“ und „Ploschennitz“. Die heutige Form des Ortsnamens ist unter anderem 1555 und 1791 belegt. Zu seinem Ursprung gibt es zwei Ansätze. Nach der ersten Theorie leitet sich der Ortsname ab vom altsorbischen *Płoskovica zu *płosky (dt.: flach) und ließe sich somit als „Siedlung auf der Ebene“ übersetzen. Der anderen Theorie zufolge lautete der Ortsname ursprünglich *Płosch(k)ovici und gehe damit auf einen Personennamen zurück. Dieser slawische Lokator könnte Płosch, Płoch oder Płoschk geheißen haben, die Übersetzung des Ortsnamens Ploschwitz lautet demnach „Siedlung der Leute eines Płosch (bzw. Płoch oder Płoschk)“.
Mitte des 16. Jahrhunderts war Ploschwitz ein Amtsdorf, dessen Zinsen dem Amt Pirna zustanden. Ein Anteil unterstand Christoph von Carlowitz als Besitzer des Ritterguts Zuschendorf. Die Ploschwitzer Bauern bewirtschafteten 1548/51 etwa 5¼ Hufen Land, 1764 dann vier Hufen zu je 26 Scheffel. Im 17. und 18. Jahrhundert übten die Eigner des Ritterguts Zehista die Grundherrschaft in dem Ort aus. Die Verwaltung von Ploschwitz oblag zunächst dem Amt Pirna und 1856 dann dem Gerichtsamt Pirna. 
Ploschwitz war nie eine selbstständige Gemeinde, sondern zählte zu Falkenhain, als dieses auf Grundlage der Landgemeindeordnung von 1838 eine Landgemeinde geworden war. Falkenhain mit Ploschwitz gehörte 1875 zur Amtshauptmannschaft Pirna, in der Zeit der DDR dann zum Kreis Pirna. Im Jahre 1974 kam Ploschwitz als Teil Falkenhains durch Eingemeindung zu Maxen, das 1994 mit anderen Gemeinden zu Müglitztal fusionierte. Eingepfarrt ist der Ort seit Jahrhunderten nach Dohna in die Marienkirche.

## Einwohnerentwicklung
| Jahr | Einwohner                              |
| ---- | -------------------------------------- |
| 1551 | 4 besessene Mann, 13 Inwohner          |
| 1764 | 4 besessene Mann, 1 Gärtner, 3 Häusler |
| 1834 | 55                                     |
| 1871 | 83                                     |
| 1890 | 75                                     |
| 1910 | siehe Falkenhain                       |